# Delicious (album)
Delicious – drugi album niemieckiej piosenkarki Jeanette, który został wydany w Niemczech przez Universal dnia 12 listopada 2001.

## Lista utworów
1. „How It’s Got To Be” (Jeanette Biedermann, Wonderbra) – 3:13
2. „May Day” (Wonderbra, Mitch Kelly, Frank Jones, Martin Martinsson) – 3:34
3. „You Call Me On the Phone” (Wonderbra, Frank Jones, Martin Martonsson) – 3:52
4. „Happiness” (Wonderbra, Frank Jones, Martin Martinsson) – 3:31
5. „Call Me Jeany” (Wonderbra, Frank Jones, Tom Remm, Martin Martinsson) – 3:17
6. „Stop” (Wonderbra, Frank Jones, Martin Martinsson) – 3:15
7. „As Long As We’re Young” (Mathias Löffler) – 3:30
8. „No Love” (Wonderbra, Frank Jones, Martin Martionsson) – 3:16
9. „My Guy” (Wonderbra, Frank Jones, Tom remm, Martin Martinsson) – 2:34
10. „Can’t Wait” (Wonderbra, Frank Jones, Martin Martinsson) – 3:06
11. „Deep In My Heart” (Wonderbra) (contains samples from Lara Fabian’s „Adagio” written by Tomaso Albinoni, Rick Allison, Lara Fabian & Dave Pickell) – 4:22
12. „No Style” (Wonderbra) – 3:20
13. „Tak’n Your Heart” (Wonderbra, Frank Jones, Martin Martinsson) – 3:31
14. „More Than A Feeling” (Bob Parr, Alexander Seidl) – 3:51
15. „Amazing Grace (acapella version)” (John Newton, Wonderbra) – 2:38

### Limitowana wersja wiosenna
1. „No More Tears” (Jeanette Biedermann, Wonderbra, Frank Jones, Martin Martinsson) – 3:36
2. „No More Tears (arkona remix”, Jeanette Biedermann, Wonderbra, Frank Jones, Martin Martinsson) – 7:53
3. „Cinderella” (Jeanette Biedermann, Wonderbra, Frank Jones, Martin Martinsson) – 3:00

## Listy przebojów
| Lista (2001)          | Najwyższa pozycja |
| --------------------- | ----------------- |
| Austrian Albums Chart | 30                |
| German Albums Chart   | 16                |
| Swiss Albums Chart    | 28                |